# Penitella turnerae
Penitella turnerae är en musselart som beskrevs av Evans och Fisher 1966. Penitella turnerae ingår i släktet Penitella och familjen borrmusslor. Inga underarter finns listade i Catalogue of Life.